# فيتالي إيفانكو
فيتالي إيفانكو (بالأوكرانية: Іванко Віталій Миколайович)‏ (9 أبريل 1992 بخاركيف في أوكرانيا - ) هو لاعب كرة قدم أوكراني في مركز الهجوم. شارك مع منتخب أوكرانيا تحت 16 سنة لكرة القدم ومنتخب أوكرانيا تحت 17 سنة لكرة القدم ومنتخب أوكرانيا تحت 18 سنة لكرة القدم ومنتخب أوكرانيا تحت 19 سنة لكرة القدم ومنتخب أوكرانيا تحت 21 سنة لكرة القدم. أما مع النوادي، فقد لعب مع ميتالورغ دونيتسك ونادي أيك لارنكا ونادي بلشينا بوبرويسك ونادي تافريا سيمفروبول ونادي سوتيسكا نيكشيتش وFC Helios Kharkiv ‏ وFC Kolkheti-1913 Poti ‏ ونادي بانيجياليوس ‏.

## وصلات خارجية
- فيتالي إيفانكو على موقع اتحاد أوكرانيا (الإنجليزية)
- فيتالي إيفانكو على موقع قاعدة بيانات كرة القدم.إي يو (الإنجليزية)
- فيتالي إيفانكو على موقع Soccerway.com (الإنجليزية)
- فيتالي إيفانكو على موقع عالم كرة القدم.نت (الإنجليزية)